# Słuch absolutny
Słuch absolutny, słuch doskonały – umiejętność zapamiętywania wysokości dźwięków pozwalająca na rozpoznawanie ich bez odwoływania się do dźwięku wzorcowego.
Słuch absolutny bywa korzystny w zawodzie muzyka, zwłaszcza u grających na instrumentach smyczkowych oraz stroicieli fortepianów. Badania przeprowadzone przez naukowców pod kierunkiem dr. Keitha Schneidera sugerują, że za słuch absolutny odpowiadają określone geny. Posiadaczami słuchu absolutnego byli prawdopodobnie Mozart i Beethoven.